# Синя кръв
Изразът „синя кръв“ произлиза от испанското „Sangre Azul“, което показва благородство и благородно потекло.
Според някои това произлиза от факта, че местните испанци (наследници на вестготите), имали по-светла кожа, върху която вените личат по-явно, отколкото на хора от берберски, мавритански, семитски и арабски произход. В резултат аристократите, особено някои семейства в Кастилия, които не са се сродявали с маврите, имали кръвоносни съдове в по-синкав оттенък (например на опакото на ръката), отколкото обикновените хора.